# Kate Hudson

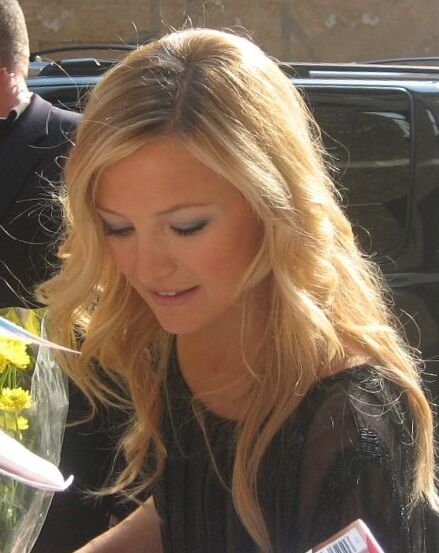
Kate Hudson (2006)

Kate Garry Hudson (ur. 19 kwietnia 1979 w Los Angeles) – amerykańska aktorka.

## Życiorys

### Wczesne lata
Jest córką aktorki Goldie Hawn oraz aktora i scenarzysty Billa Hudsona, jednak za swojego ojca uważa Kurta Russella, wieloletniego przyjaciela matki, który zamieszkał z jej rodziną, gdy miała trzy lata. Babka aktorki ze strony matki, tancerka i właścicielka szkoły tańca Laura Steinhoff, pochodziła z rodziny żydowskich emigrantów z Węgier. Matka ojca Hudson, Eleonora Salerno, była Włoszką. Matka aktorki, mimo wychowania w tradycji żydowskiej, w latach 70. przyjęła buddyzm, który wyznaje również sama Hudson. Obie określają się jako „buddyjskie Żydówki” (ang. Jewish Buddist, Jewbu). Matka chciała, żeby Hudson po ukończeniu szkoły średniej poszła na studia na Uniwersytet Nowojorski, Hudson wybrała jednak karierę aktorską.

### Kariera
Debiutowała w 1998 w filmie Desert Blue. Za rolę Penny Lane w filmie U progu sławy otrzymała Złoty Glob i była nominowana do Oscara. W 2000 zagrała córkę głównego bohatera, która porzuca narzeczonego dla byłej dziewczyny (Liv Tyler), w filmie Dr T. i kobiety. Zagrała główną rolę w komedii Jak stracić chłopaka w 10 dni (2003) z Matthew McConaugheyem. Wystąpiła także jako dziennikarka Stephanie Necrophuros w ekranizacji musicalu Dziewięć (2009) w reżyserii Roba Marshalla.
Znana jest również dzięki występom w serialach telewizyjnych: Ich pięcioro i EZ Streets. Występuje także w teatrze.

## Życie prywatne
W latach 2000–2007 była żoną Chrisa Robinsona, z którym ma syna, Rydera Russella (ur. 2004). Następnie była związana z Matthew Bellamym, z którym ma syna Binghama (ur. 2011). Pozostaje w związku z Dannym Fujikawą, z którym ma córkę Rani Rose (ur. 2018).

## Filmografia

### Aktorka
Filmy fabularne
- 1998: Desert Blue jako Skye
- 1999: 200 papierosów (200 Cigarettes) jako Cindy
- 2000: Plotka (Gossip) jako Naomi Preston
- 2000: Wszystko o Adamie (About Adam) jako Lucy
- 2000: Dr T. i kobiety (Dr T & the Women) jako Dee Dee Travis
- 2000: U progu sławy (Almost Famous) jako Penny Lane
- 2001: The Cutting Room jako Chrissy Campbell
- 2001: Ricochet River jako Lorna
- 2002: Cena honoru (Four Feathers) jako Ethne Eustace
- 2003: Rozwód po francusku (Le Divorce) jako Isabel Walker
- 2003: Jak stracić chłopaka w 10 dni (How to Lose a Guy in 10 Days) jako Andie Anderson
- 2003: Alex i Emma jako Emma, Ylva, Elsa, Eldora, Anna
- 2004: Mama na obcasach (Raising Helen) jako Helen Harris
- 2005: I'm Still Here: Real Diaries of Young People Who Lived During the Holocaust jako Eva Ginzova
- 2005: Klucz do koszmaru (The Skeleton Key) jako Caroline Ellis
- 2006: Ja, ty i on (You, Me and Dupree) jako Molly Petersen
- 2008: Nie wszystko złoto, co się świeci (Fool's Gold) jako Tess Finnegan
- 2008: Dziewczyna mojego kumpla (My Best Friend's Girl) jako Alexis
- 2008: Ślubne wojny (Bride Wars) jako Liv
- 2009: Dziewięć (Nine) jako Stephanie Necrophuros
- 2010: Morderca we mnie (The Killer in Me) jako Amy Stanton
- 2011: Pożyczony narzeczony (Something Borrowed) jako Darcy Rhone
- 2011: Odrobina nieba (A Little Bit of Heaven) jako Marley Corbett
- 2012: Uznany za fundamentalistę (The Reluctant Fundamentalist) jako Erica
- 2013: Co było, a nie jest (Clear History) jako Rhonda Haney
- 2014: Gdybym tylko tu był (Wish I Was Here) jako Sarah Bloom
- 2014: Dobrzy ludzie (Good People) jako Anna Wright
- 2016: Dzień Matki (Mother’s Day) jako Jesse
- 2016: Żywioł: Deepwater Horizon (Deepwater Horizon)
- 2017: Marshall jako Eleanor Strubing
- 2021: Music jako Kazu „Zu” Gamble
- 2021: Mona Lisa and the Blood Moon jako Bonnie
- 2022: Glass Onion: Film z serii „Na noże” jako Birdie Jay

Seriale telewizyjne
- 1996: Ich pięcioro jako Cory
- 1996: Okrutne ulice jako Larraine Cahill
- 2012–2013: Glee jako Cassandra July

### Producent
- 2005: Can You Keep a Secret? (producent)
- 2005: 14 godzin (producent wykonawczy)
- 2006: Sleight of Mind (producent)

## Nagrody
- Złoty Glob Najlepsza aktorka drugoplanowa: 2001 U progu sławy